# Jasika (Zenica, BiH)
Jasika je naseljeno mjesto u gradu Zenici, Federacija Bosne i Hercegovine, BiH.
Nalazi se uz obale Babine rijeke, blizu ušća Seočke rijeke u Babinu rijeku.

## Stanovništvo

### 1991.
Nacionalni sastav stanovništva 1991. godine, bio je sljedeći:
ukupno: 137
- Muslimani - 137 (100%)

### 2013.
Nacionalni sastav stanovništva 2013. godine, bio je sljedeći:
ukupno: 70
- Bošnjaci - 69 (98,57%)
- ostali, neopredijeljeni i nepoznato - 1 (1,43%)